# Білий велетень (порода кролів)
Бі́лий ве́летень — м'ясо-шкуркова порода кролів; типові білі альбіноси з червоними очима.

## Біологічні характеристики
Жива вага дорослих кролів: 5—6 кг. Плодючість: 6—7 кроленят в окролі. Білі велікани вирізняються доволі ніжною і тендітною статурою, вузькою прямою спиною, опуклими грудьми об'ємом 37-38 см, невеликим тулубом до 65 см в довжину, та маленькою акуратною головою з прямостоячими вухами.
Кролі білого велетня невимогливі до умов утримання, скороспілі. 
Особливістю білих веліканів вважається їхнє біле забарвлення, без кольорових вкраплень. Шкурка високої якості, легко фарбується й імітується під цінні хутра; її можна використовувати і в натуральному вигляді. 
В Україні білого велетня розводяться в усіх областях.

## Історія
Порода виведена з фландрів в Німеччині та Бельгії.  Кролів породи білий велетень використовували при виведенні інших порід: радянська шиншила, чорно-бурий кролик.